# Ferrugem asiática
A Ferrugem asiática (Phakopsora pachyrhizi) é um fungo que, destacadamente, causa uma das principais doenças que atinge a cultura da soja (Glycine max) no Brasil.
Segundo a Embrapa, "A ferrugem-asiática da soja foi identificada pela primeira vez no Brasil em 2001, e a partir de então é monitorada e pesquisada por vários centros públicos e privados. Segundo o Consórcio Antiferrugem, essa doença, considerada a mais severa da cultura, pode causar perdas de até 90% de produtividade se não controlada." "
A importância econômica da ferrugem asiática no Brasil pode ser avaliada pela sua rápida expansão, virulência e pelas perdas causadas. Ao nível de propriedade, frequentemente, atingiu níveis de perda total pela inviabilidade da colheita. Na safra 2005/06, a ferrugem da soja, causou prejuízos acumulados em cerca de US$ 8 bilhões, desde que apareceu pela primeira vez no Brasil em 2002, confirmou-se como principal problema da safra, com ocorrência em praticamente todo o território brasileiro, com exceção do Amapá. Já na safra de 2011/2012, de acordo com a Associação de Produtores de Soja do estado de Mato Grosso (APROSOJA), os prejuízos para esta safra foram de até R$ 1 bilhão.
Em 2024/2025, a Empresa Brasileira de Pesquisa Agropecuária (Embrapa) alertou que alguns casos foram registrados em lavouras de soja paulistas.
O Portal da Embrapa disponibiliza a página Ferrugem-asiática da soja | Manejo e prevenção, que tem um conjunto de estratégias eficazes para prevenir e controlar a doença, tal como publicações e vídeos, de acesso gratuito.

## Sintomas
Os sintomas podem se manisfestar em qualquer estágio de desenvolvimento da cultura, dependendo da disponibilidade do inóculo e das condições ambientais, sendo que os sintomas nas folhas são os mais característicos. Os primeiros sintomas são caracterizados por pequenas pontuações de coloração mais escura, do esverdeado ao cinza esverdeado.Este sintoma é a manifestação da fase inicial da infecção (germinação do uredósporo e penetração na folha).
Com o desenvolvimento do fungo no interior do tecido vegetal, ocorre a formação de pequenas protuberâncias na face abaxial da folha, são as urédias. As urédias são as estruturas reprodutivas do fungo, por onde são formados e disseminados os esporos do patógeno.
Posteriormente as urédias adiquirem coloração castanho-clara a castanho-escura, onde na parte superior se abre uma pequena cavidade por onde são expelidos os uredósporos. A medida que a infecção evolui o tecido ao redor da lesão adquire coloração castanho-avermelhada, formando lesões visíveis em ambas as faces da folha.
A infecção por Phakopsora pachyrhizi causa rápido amarelecimento ou bronzeamento e queda prematura das folhas. Quanto mais cedo ocorrer a desfolha, menor será o tamanho dos grãos e, consequentemente, maior a perda do rendimento e da qualidade (grãos verdes). Em casos severos, quando a doença atinge a soja na fase de formação das vagens ou no início da granação, pode causar o aborto e a queda das vagens, resultando em até perda total do rendimento.

## Etiologia
Os uredósporos de Phakpsora pachyrrizi são ovóides a elípticos, largos, com parede de 1,0 μm de espessura, densamente equinulados e variando de incolor a castanho-pálido. A penetração ocorre de forma direta através da cutícula, sendo que o processo de infecção depende da disponibilidade de água livre na superfície da folha. É necessário no mínimo seis horas de água livre para germinação dos esporos, ocorrendo o máximo da infecção com 10-12 horas de molhamento foliar. Temperatura entre 15-28ºC são favoráveis a germinação.
As primeiras lesões são visíveis após quatro a cinco dias após a infecção. Já as primeiras pústulas (urédias) são aparecem apos cinco a seis dias.
A disseminação do patógeno ocorre através do vento, em que é favorecida por dias de baixa umidade.

## Manejo
Segundo a Embrapa, "As estratégias de manejo da doença são: a ausência da semeadura de soja e a eliminação de plantas voluntárias na entressafra por meio do vazio sanitário para redução do inóculo do fungo, a utilização de cultivares de ciclo precoce e semeaduras no início da época recomendada como estratégia de escape da doença e a utilização de fungicidas.
Os fungicidas sítio-específicos utilizados no controle da ferrugem pertencem a três grupos distintos: os Inibidores de desmetilação (IDM, "triazóis"), os Inibidores da Quinona externa (IQe, "estrobilurinas") e os Inibidores da Succinato Desidrogenase (ISDH, "carboxamidas").
Na safra 2007/08 foi detectada menor sensibilidade do fungo causador da ferrugem-asiática aos “triazóis”. A partir de 2008, produtos isolados são recomendados em decorrência da sua menor eficiência, sendo recomendados somente misturas comerciais de fungicidas com diferentes mecanismos de ação.
Na safra 2013/14, foi observada a redução de eficiência das estrobilurinas. Nessa mesma safra foram registradas as primeiras misturas de fungicidas estrobilurinas e carboxamidas para a cultura da soja. Na safra 2016/17, alguns fungicidas com carboxamidas apresentaram redução de eficiência nos ensaios em rede, em relação aos resultados da safra anterior, em regiões específicas.
Atualmente, o fungo P. pachyrhizi apresenta mutações que conferem resistência quantitativa aos três principais grupos de fungicidas sítio-específicos. Os fungicidas não apresentam a mesma eficiência de quanto a doença foi introduzida no Brasil, mas ainda continuam sendo uma ferramenta importante no manejo da doença. Novas mutações podem ser selecionadas ao longo do tempo.  
Fungicidas multissítios (isolados e em misturas comerciais) passaram a ser registrados a partir de 2013/14, sendo importantes para atrasar o processo de seleção de resistência e aumentar a eficiência dos fungicidas sítio-específicos. Todas estratégias antirresistência recomendadas pelo FRAC devem ser seguidas no manejo da doença."